# Suck (Magazin)
Suck: The First European Sex Paper war ein Untergrund-Pornomagazin, das freie Liebe und queere Sexualität propagiert hat. Es wurde 1969 in London von Jim Haynes, William Levy, Heathcote Williams, Germaine Greer und Jean Shrimpton gegründet. Großbritannien verbot die erste Ausgabe noch vor ihrem Erscheinen.
Die Zeitschrift war ein umstrittenes Produkt der damals aktuellen sexuellen Revolution, sah sich als Teil der Gegenkultur der Hippiezeit und wurde in einem Leitartikel von 1971 so beschrieben: „Unsere Sache ist die sexuelle Befreiung. Unsere Taktik ist die Auflehnung gegen die Zensur.“

„Um es in wenigen Worten auszudrücken: Das Ziel war die sexuelle Befreiung und durch die sexuelle Befreiung die Befreiung des menschlichen Geistes.“

## Magazin Information
- Publiziert von Joy Publications (Postbus 2080 – Amsterdam – Holland)
- Herausgeber: William Cooney Lapides
- Art Director: Willem de Ridder
- Mitherausgeber: Jesper James (Paris), Billy Sugar (London), Dr. Gee (Italy).
- Redaktion: Purple Susan
- Beitragende Redakteure: Didi Wadidi (Frankfurt), Moy0Kam (Peking), Mother Boats (San-Francisco), Herbie (Hamburg), Earth Rose.
- Vertrieb: Daley News (POB 634 – Amsterdam)[4]

## Geschichte
Suck wurde 1969 in London ins Leben gerufen, aber in Amsterdam herausgegeben, um die britischen „Zensurgesetze“ zu umgehen. Bei einer Befragung durch Scotland Yard und die niederländische Polizei 1969 äußerten sich Jim Haynes und Willem de Ridder nach eigenen Angaben wie folgt: 

„Ja, wir veröffentlichen Suck. Ja, wir sind stolz auf diese Zeitung. Ja, wir sind der Meinung, dass sie einen wichtigen Beitrag dazu leistet, mit den dummen Tabus umzugehen, die damit verbunden sind, wie wir Menschen unsere Sexualität ausdrücken. Ja, wir freuen uns, die Zeitung in Amsterdam herauszugeben, wo es eine jahrhundertealte Tradition der freien Meinungsäußerung gibt.“

Suck enthielt sexuell explizite Bilder (z. B. Nacktheit und Aufnahmen von (hetero)sexueller Penetration) und entsprechend explizite Artikel, schmutzige Geschichten, schmutzige Gedichte, Essays über sexuelle Freiheit und eine Klatschspalte, in der die sexuellen Gewohnheiten von Menschen beschrieben wurden. Unter Anderen versah Greer als Mitgründerin und Autorin sie mit der anschaulichen, bewusst provokativen Prosa, für die sie bekannt war. Die beschriebenen Text- und Fotobeiträge und im Prinzip die Veröffentlichung von Suck an sich, weisen auf eine Rebellion gegen sexuelle Unterdrückung hin. Diese Rebellion war charakteristisch für die sexuelle Revolution in Folge der 68er-Bewegung und der Liberalisierung der Pornografiegesetze in den Niederlanden.
Die erste Ausgabe enthielt ein langes und hemmungslos beschreibendes erotisches Gedicht, das W. H. Auden zugeschrieben wurde, und ein explizites Foto von Germaine Greer, das er gegen ihren Willen verwendete.
1970 und 1971 organisierte die Redaktion von Suck als Co-Veranstalter das Untergrund Wet Dream Film Festival und begleitete es mit Publikationen.
Nach 5 Jahren wurde das Magazin mit der Ausgabe 8 The Last Suck eingestellt.
Das Magazin war später Gegenstand von Artikeln oder wurde in Arbeiten referenziert.

## Kritik
1972 verließ Germaine Greer wegen Differenzen mit Jim Haynes die Redaktion von Suck. In einem Brief, den Haynes veröffentlichte (was er laut Greer ständig in Auszügen oder vollständig mache), warf Greer 1972 Haynes autokratisches und selbstherrliches Handeln vor, da er pornografische Bilder von ihr in unabgesprochener Weise veröffentlichte. Zudem kritisierte sie das Konzept an sich und warf Suck vor konterrevolutionär zu sein.

„Ich habe das Ausmaß an Sadismus, das in SUCK zu finden war, immer kritisiert und immer in irgendeiner Form dagegen angekämpft, aber es gibt keine Anzeichen dafür, dass der rotzige Elitismus und der grinsende, heuchlerische Nächstenliebe-Journalismus besser wird, und der einzige Teil, der für die meisten Leute wirklich spannend ist, ist der Sadismus.  Deshalb halte ich die ganze Zeitung für konterrevolutionär.“

1976 erboste sich Tom Wolfe in seinem Essay Tom Wolfe on the 'Me' Decade in America für das New York Magazine über Suck, deren Gründer Greer und Haynes er im September 1969 in London traf, das in seinen Artikeln auch Klarnamen verwendete und damit Personen kompromittierte. 

„... eine Klatschspalte, in der die sexuellen Gewohnheiten von Leuten beschrieben wurden, deren Namen ich für fiktiv hielt. Dann stieß ich auf einen Artikel, in dem es hieß: ‚Wer Gruppensex in New York will und dicke Mädchen mag, wende sich an L... R...‘, nur dass ihr vollständiger Name angegeben war. Sie war eine Freundin von mir.“

 Zudem kritisierte er Haynes dafür, dass er aus Sex seine Religion gemacht und eine Theologie entwickelt habe, in der der Orgasmus zu einer Form der spirituellen Ekstase geworden war.
In den 2000er Jahren geriet das Magazin in Kritik, weil die propagierte Liberalität auch päderastische Elemente nicht ausschloss.

## Bibliografie
- SUCK, No. 1, 1969 – Joy Publications, 16 Seiten, Softcover, (ca. 45 cm × 32 cm), Offsetdruck in Farbe auf Zeitungspapier, Oktober 1969.
- SUCK, No. 2, 1970 – Joy Publications, 23 Seiten, Softcover, (ca. 46,5 cm × 30,5 cm) Offsetdruck in Farbe auf Zeitungspapier, März 1970.
- SUCK, No. 3, 1970 – Joy Publications, 20 Seiten, Softcover, (ca. 45 cm × 32 cm) Offsetdruck in Farbe auf Zeitungspapier, August 1970.
- SUCK, No. 4, 1970 – Joy Publications, 20 Seiten, Softcover, (ca. 45 cm × 32 cm) Offsetdruck in Farbe auf Zeitungspapier, November 1970.
- SUCK, No. 5, 1971 – Joy Publications, 24 Seiten, Softcover, (ca. 45 cm × 32 cm) Offsetdruck in Farbe auf gestrichenem Papier, Mai 1971.
- SUCK, No. 6, 1971 – Joy Publications, 24 Seiten, Softcover, (ca. 45 cm × 32 cm) Offsetdruck in Farbe auf gestrichenem Papier, Mai 1971. Beinhaltet Reviews zeitgenössischer Erotikfilme von William S. Burroughs.
- The Virgin Sperm Danger (SUCK Spezialausgabe), 1972 – Joy Publications, 72 Seiten, Softcover mit Mylar-Umschlag (ca. 38 cm × 27,5 cm), Juni 1972.
- SUCK, No. 7, 1972 – Joy Publications, 26 Seiten, Softcover (ca. 43 cm × 30,5 cm) Offsetdruck in Farbe auf gestrichenem Papier, September 1972.
- Wet Dreams - festivals presented by SUCK: that European Sexpaper, 1973 – Joy Publications, 263 Seiten, Softcover, (ca. 35 cm × 25,5 cm) Mai 1973. Produziert in Verbindung mit dem zweiten Wet Dream Film Festival.
- FINGER: SPECIAL SUCK ISSUE! – Joy Publications, 32 Seiten, Softcover, (ca. 38 cm × 29 cm) Offset-Zeitungsdruck. Enthält als Beilage einen Schwarz-Weiß-Nachdruck von SUCK Nr. 6, signiert von Willem de Ridder, 1970er Jahre
- THE LAST SUCK – Number 8: That First European Sex Paper, 1974 – Joy Publications, Softcover, (ca. 30,5 cm × 43 cm) Offsetdruck auf gestrichenem Papier, Juni 1974. Enthält das Rücktrittsschreiben der Gründerin und Herausgeberin Germaine Greer.
- Suck Turns Flesh into Words, Words into Flesh – Joy Publications, Poster, (ca. 60 cm × 43 cm) Gedruckt auf gestrichenem Papier, 1970er Jahre
- Lady Love Your Cunt, Essay von Germaine Greer wurde erstmals 1971 in Suck veröffentlicht.[9]

Kopien der Suck Magazine sind im Germaine Greer Archive der University of Melbourne einzusehen.